# Turkisk nålkörvel
Turkisk nålkörvel (Scandix balansae) är en flockblommig växtart som beskrevs av Georges François Reuter och Pierre Edmond Boissier. Turkisk nålkörvel ingår i släktet nålkörvlar, och familjen flockblommiga växter. Arten förekommer tillfälligt i Sverige, men reproducerar sig inte.